# Jekaterina Walerjewna Korbut
Jekaterina Walerjewna Korbut (russisch Екатерина Валерьевна Корбут; * 9. Februar 1985 in Taschkent) ist eine russische Schachspielerin.

## Leben
Sie lernte mit neun Jahren das Schachspielen und wurde schon früh vom usbekischen Trainer und Schiedsrichter Sergey Pinchuk trainiert. Sie zog mit ihrer Familie und ihrem Trainer, als sie 13 Jahre alt war, nach Orjol, dann nach Sankt Petersburg, wo sie ein Wirtschaftsstudium begann. Dort wurde sie im Verein von Marat Makarow und für Turniere von IM Oleg Biriukov trainiert.

## Erfolge

### Einzelerfolge
Im Oktober 2000 wurde sie in Kallithea (Chalkidiki) bei der Jugendeuropameisterschaft U18 weiblich Dritte. Im März 2003 gewann sie die russische Frauenmeisterschaft U20, die in Essentuky im Nordkaukasus stattfand, punktgleich vor Natalja Pogonina. Im Dezember des gleichen Jahres gewann sie das Admiraltejskij-Turnier in Sankt Petersburg. Bei der russischen U20-Meisterschaft der Mädchen 2004 in Samara teilte sie sich den ersten Platz mit Natalja Pogonina. Im November 2004 wurde sie in Kochi in Südindien U20-Juniorinnenweltmeisterin mit einem Ergebnis von 10,5 aus 13 vor Elisabeth Pähtz und der Inderin Eesha Karavade. Sie sicherte sich den Titel erst in der letzten Runde, blieb aber das ganze Turnier über ungeschlagen. Sie war die erste russische U20-Juniorenweltmeisterin seit 1988, als Alissa Galljamowa diesen Titel gewann. Im Dezember 2006 konnte sie sich in Gorodez den russischen Damentitel sichern.

### Vereinsmannschaften
Im Verein spielte sie für FINEK Sankt Petersburg in der Frauenmannschaft, mit dem sie von 2004 bis 2008 an allen fünf Austragungen des European Club Cup der Frauen teilnahm. 2004 in Izmir gewann sie sowohl mit der Mannschaft als auch in der Einzelwertung am vierten Brett eine Silbermedaille. Weitere individuelle Silbermedaillen gewann Korbut 2005 in Saint-Vincent am dritten Brett und 2007 in Kemer am ersten Brett. Korbut hat auch schon in der serbischen 1. Liga der Frauen gespielt.

### Nationalmannschaft
2007 wurde sie mit der russischen Frauennationalmannschaft, an Brett 3 spielend, Zweite der Mannschaftsweltmeisterschaft in Jekaterinburg. Die Mannschaftseuropameisterschaft im selben Jahr in Iraklio gewann das russische Damenteam mit Korbut am ersten Reservebrett, während sie zusätzlich eine individuelle Silbermedaille für ihr Ergebnis von 5 aus 7 erhielt. Bei der Schacholympiade 2008 in Dresden spielte Jekaterina Korbut am vierten Brett der russischen Frauenmannschaft.

### Rating und Titel
Korbut wird bei der FIDE als inaktiv geführt, da sie Herbst 2008 keine gewertete Partie mehr gespielt hat (ihr letztes Turnier war die Schacholympiade der Frauen im November 2008, die letzte Änderung ihrer Elo-Zahl ergab sich durch das Länderspiel China gegen Russland, das im September 2008 stattfand, aber erst im April 2009 ausgewertet wurde). Mit ihrer bisher höchsten Elo-Zahl von 2468 im April 2008 war sie 23. der FIDE-Weltrangliste der Frauen. Sie trägt seit 2001 den Titel Großmeister der Frauen (WGM), 2007 wurde sie zum Internationalen Meister (IM) ernannt. Die erforderlichen Normen erfüllte Korbut im Januar 2006 beim FINEC-IM-Turnier in Sankt Petersburg, bei der russischen Frauenmeisterschaft im Dezember 2006 in Gorodez und bei der europäischen Einzelmeisterschaft der Frauen im April 2007 in Dresden.